# Ludolf Witte
Ludolf Witte (* unbekannt; † 1649 oder 1650 in Hannover) war ein deutscher Bildhauer der Renaissance.

## Leben

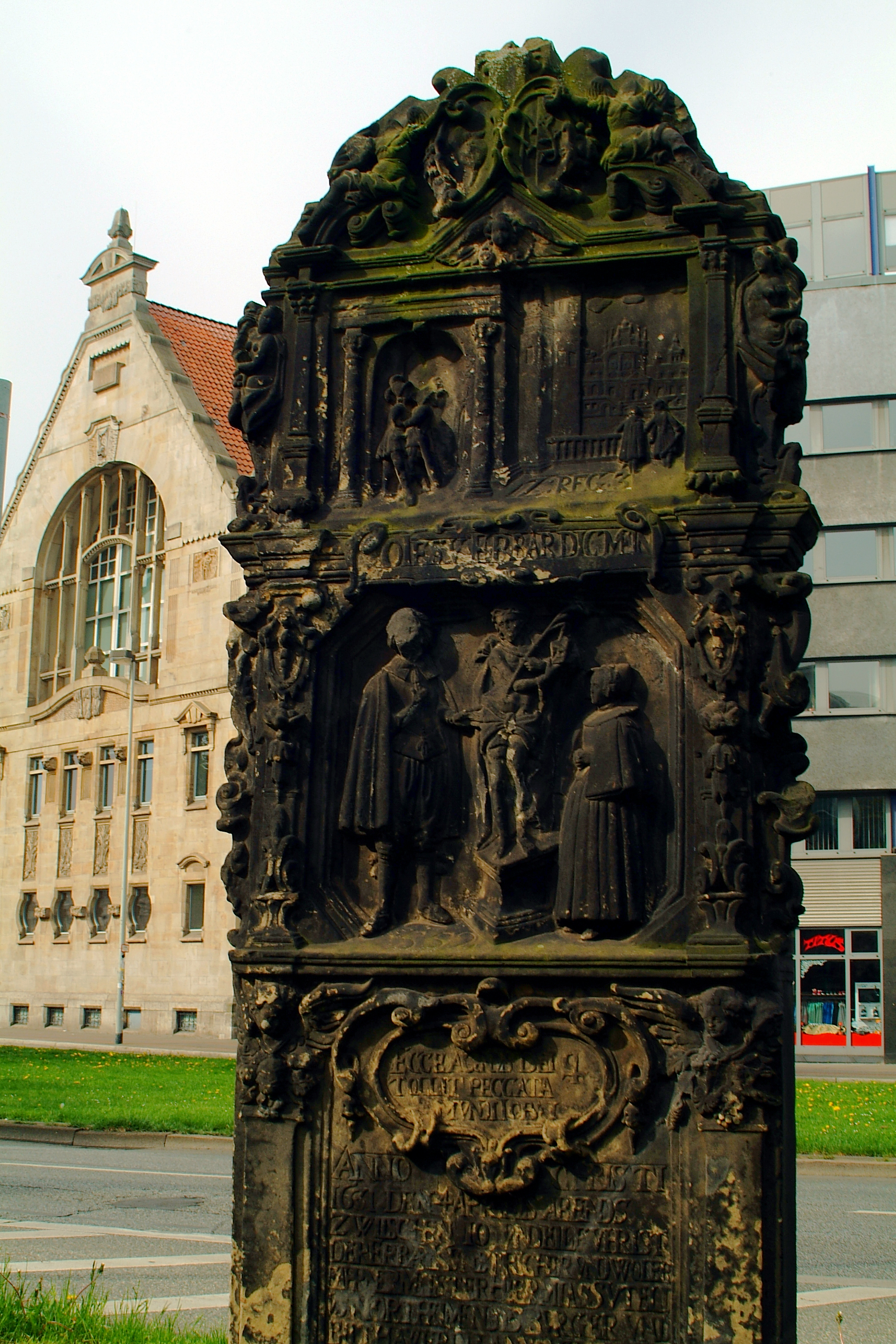
Grabstele für Jeremias Sutel auf dem Alten St.-Nikolai-Friedhof

Witte war ein Schüler des Steinmetzen und Bildhauers Jeremias Sutel und der Lehrer von Peter Köster. Er wirkte in den Jahren 1631 bis 1649 im Raum Hannover. Er war nicht nur das Bindeglied zwischen zwei der wichtigsten hannoverschen Bildhauer, sondern auch selbst ein Meister seines Faches. Von seinen Arbeiten ist lediglich die Grabstele für Jeremias Sutel auf dem St.-Nikolai-Friedhof in Hannover erhalten. Nach Carl Schuchhardt trägt sie – neben der Inschrift – am Fuß die Meistermarke Ludolf Wittes: „L M“.
Ein Foto eines von Witte geschaffenen Grabsteins des Heinrich Crusius († 1648) ist in den Hannoverschen Geschichtsblättern Neue Folge, Band 12 von 1959 Seite 298 abgedruckt.
Im Jahr 1632 machte er sich selbständig und erwarb ein Haus im Köblingerstraßenviertel in der Dammstraße in Hannover, in dem zuvor ein Harmen Lichtenberger gewohnt hatte. Hier lebte er bis 1649. Am 23. Oktober 1632 vermählte er sich mit Catharina (geborene Hagen, † 1667). Das Paar hatte einen Sohn Hermann Matthias Witte (* 2. Februar 1634) und eine Tochter Ilse Heidewig, die am 15. August 1653 einen Nicolaus Finger heiratete. Seine Frau blieb nach seinem Tod in dem Haus wohnen. Für das Jahr 1650 ist sie als Ludolf Witten W[itwe] verzeichnet.

## Werke (Auswahl)
- 1631: Grabstele für Jeremias Sutel
- 1632: Grabplatte und Giebelaufsatz des Joachim Leseberg, Pastor (Stiftskirche Wunstorf)
- Vermutlich 1632: Grabplatte und Giebelaufsatz für Elsa Ludwig, Gattin des Joachim Leseberg (Stiftskirche Wunstorf)
- 1636: Wandmal der Mintha Paxmann(Kreuzkirche)
- 1640: Grabplatte für den Pastor David Meier (Marktkirche)
- 1642: Grabplatte des Hans von Wintheim (Halle St. Nikolai)
- 1648: Grabplatte für die drei Kinder Erich von Wintheims (zugeschrieben, Nikolaikapelle)
- 1642: Wappenstein des Johann Duve und seiner Frau [Elisabeth Kolvenrott] (Duvesches Armenhaus)[5]
- 1649: Wappen des Ho[e]kenamts